# إيمانويل كورير
إيمانويل كورير (مواليد 15 يونيو 1995) هو عداء مسافات متوسطة كيني، فاز بالميدالية الذهبية في أولمبياد 2020 في سباق 800 متر.

## وصلات خارجية
- إيمانويل كورير على موقع الاتحاد الدولي لألعاب القوى (الإنجليزية)
- إيمانويل كورير على موقع الدوري الماسي (الإنجليزية)
- إيمانويل كورير على موقع TFRRS.org (الإنجليزية)
- إيمانويل كورير على موقع اللجنة الأولمبية الدولية (الإنجليزية)
- إيمانويل كورير على موقع أوليمبيديا (الإنجليزية)